# France Info
France Info (zapis stylizowany: franceinfo:) – francuski nadawca publiczny podlegający Radio France. Rozgłośnia France Info nadaje na falach średnich i ultrakrótkich na terenie całej Francji. Od 2016 roku istnieje również całodobowy telewizyjny kanał informacyjny o tej samej nazwie.

## Radio
Rozgłośnia została założona w roku 1987 przez dziennikarzy: Rolanda Faure'a i Jérôme'a Bellaya; pierwsza emisja nastąpiła 1 czerwca 1987. Była pierwszą europejską stacją radiową, która założyła witrynę internetową, w sierpniu 1995. Słuchalność radia France Info oscyluje w granicach 9 procent.

## Telewizja informacyjna
Telewizja France Info rozpoczęła nadawanie 31 sierpnia 2016 roku o 18:00. w sieci. Nadawanie programów telewizyjnych rozpoczęto dzień później – 1 września 2016 roku o godzinie 20:00. Kanał dostępny jest u większości operatorów we Francji (tj. Bouygues Telecom, Orange, SFR, Numericable) oraz w TNT (Digital Terrestrial Television), a od 6 września 2016 roku również w TNT Sat (francuski) i Canal+. Telewizja France Info nadaje swój również na YouTube, z możliwością cofnięcia programu o 12 godzin.